# 헨리 콜커

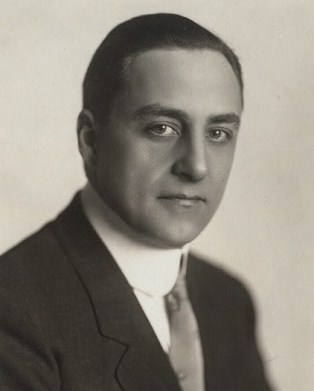

헨리 콜커(Henry Kolker, 1870년 11월 13일 ~ 1947년 7월 15일)는 미국의 영화 감독, 배우, 영화배우, 각본가, 연극 배우이다.
퀸시에서 태어났으며 로스앤젤레스에서 사망하였다. 포리스트 론 메모리얼 파크에 매장되었다.

## 영화
- 라스베가스 나이츠 (1941년)
- 리얼 글로리 (1939년)
- 투 핫 투 핸들 (1938년)
- 카우보이와 숙녀 (1938년)
- 마르코 폴로의 모험 (1938년)
- 마리 앙투아네트 (1938년)
- 어떤 휴가 (1938년) - 에드워드 시튼 역
- 쓰루브레드 돈 크라이 (1937년)
- 테오도라 고즈 와일드 (1936년)
- 로미오와 줄리엣 (1936년)
- 매드 러브 (1935년)
- 렉클리스 (1935년)
- 고 인투 유어 댄스 (1935년)
- 쉽메이트 포에버 (1935년)
- 폼페이 최후의 날 (1935년)
- 걸 프롬 미주리 (1934년)
- 원더 바 (1934년)
- 쉬 러브스 미 낫 (1934년)
- 키드 밀리언스 (1934년)
- 캣 앤 더 피들 (1934년)
- 나우 앤 포에버 (1934년)
- 슬픔은 그대 가슴에 (1934년)
- 더 파워 앤 더 글로리 (1933년)
- 베이비 페이스 (1933년) - J.P. 카터 역
- 미트 더 바론 (1933년)
- 쥬얼 라버리 (1932년)
- 래스퓨틴 앤 더 엠프리스 (1932년) - 치프 오브 시크릿 폴리스 역
- 발리언트 (1929년)
- 코퀘트 (1929년)
- 샐리, 아이린 앤 메리 (1925년)